# Joseph Ibn Tabul
Joseph ibn Tabul, ou Teboul, ou Taboul, est un kabbaliste juif, né vers 1545, mort vers 1610, l'un des disciples les plus remarquables d’Isaac Louria. Ibn Tabul est connu notamment pour être l’auteur de la version la plus complète de la théorie lourianique du tsimtsoum.

## Sa vie
Né vers 1545 au Maroc, Ibn Tabul rejoint l’école kabbalistique de Safed, en Galilée, dans les années 1560. Il y devient l’un des disciples d’Isaac Louria (1534-1572). Ibn Tabul enseigne, à son tour, à l’école de Safed dans les années 1570-1580. Il y forme de nombreux disciples, notamment Shimshon Baki et Israël Sarug. Il retourne ensuite au Maroc, où il meurt vers 1610.

## Son œuvre
Isaac Louria a transmis la théorie du tsimtsoum oralement à des disciples, principalement à Hayyim Vital (1542-1620) et à Joseph Ibn Tabul, qui l’exposeront ensuite par écrit. Mais la version qu’a livrée Ibn Tabul dans son ouvrage Derush Hefzi-Bah (La Dissertation) est plus complète que celle de Vital dans son propre ouvrage, Etz Haim (L'Arbre de Vie), selon Gershom Scholem et Charles Mopsik.
Ibn Tabul compose une présentation systématique de la kabbale lourianique divisée en derushim (dissertations). Réunies et conservées dans des manuscrits, elles furent redécouvertes par Massud ha-Kohen al-Haddad, et éditées en 1921 à Jérusalem.
Le Derush Hefzi-Bah d’Ibn Taboul, signale Scholem, « est d’une grande importance, car il contient la version de la doctrine du tsimtsoum, dont certains passages ont été supprimés par Vital  ». L’originalité d’Ibn Tabul tient au fait que « la cause du tsimtsoum est appréhendée comme un processus de purification au sein de l’océan de miséricorde constituant primordialement le En Sof qui, en se contractant, se débarrasse de la présence des particules du din (la puissance du jugement) », selon Mopsik.
L’ouvrage d’Ibn Tabul a été diffusé en Italie par Israël Sarug dans les années 1590, et de là jusqu'en Bohême, en  Pologne et en Hollande. Le rabbin Shabbetaï Horowitz de Prague, dans son livre Shef Tal (1612), s’appuie principalement sur le Derush Hefzi-Bah pour exposer la théorique lourianique du tsimtsoum. C'est par le biais d'Israël Sarug et de ses disciples que la version d'Ibn Tabul se répand dans les écoles kabbalistiques d'Europe et d'Afrique du Nord.